# Jamo
Jamo är en dansk högtalartillverkare som sedan år 2005 ägs av Klipsch. Företaget grundades år 1968 av Preben Jacobsen och Julius Mortensen och två år senare står deras första fabrik i Glyngøre färdig. Ytterligare åtta år senare hade över en miljon högtalare tillverkats.